# 德奥拉利
德奥拉利（Deolali），是印度马哈拉施特拉邦Nashik县的一个城镇。总人口50617（2001年）。

## 人口
该地2001年总人口50617人，其中男性27693人，女性22924人；0—6岁人口6024人，其中男3212人，女2812人；识字率77.47%，其中男性为83.41%，女性为70.30%。